# Eternals (film)
Eternals er en amerikansk superheltefilm fra 2021, baserad på Marvel Comics tegneserie med samme navn. Filmen er produceret af Marvel Studios og distribueret af Walt Disney Studios Motion Pictures og er den femogtyve filmen i Marvel Cinematic Universe (MCU). Filmen er instrueret af Chloé Zhao og er skrevet af Matthew og Ryan Firpo.

## Skuespillere
- Gemma Chan – Sersi
- Richard Madden – Ikaris
- Angelina Jolie – Thena
- Salma Hayek – Ajak
- Kit Harington – Dane Whitman
- Kumail Nanjiani – Kingo
- Lia McHugh – Sprite
- Brian Tyree Henry – Phastos
- Lauren Ridloff – Makkari
- Barry Keoghan – Druig
- Don Lee – Gilgamesh
- Harish Patel – Karun Patel
- Bill Skarsgård – Kro
- Haaz Sleiman – Ben
- Esai Daniel Cross – Jack
- David Kaye – Arishem (stemme)
- Patton Oswalt – Pip the Troll (cameo)
- Harry Styles – Eros (cameo)
- Mahershala Ali – Eric Brooks / Blade (stemme) (cameo)